# Кохэй
Кохэй (яп. 康平 ко:хэй) — девиз правления (нэнго) японского императора Го-Рэйдзэя, использовавшийся с 1058 по 1065 год .

## Продолжительность
Начало и конец эры:
- 29-й день 8-й луны 6-го года Тэнги (по юлианскому календарю — 19 сентября 1058);
- 2-й день 8-й луны 8-го года Кохэй (по юлианскому календарю — 4 сентября 1065).

## Происхождение
Название нэнго было заимствовано из 64-го цзюаня классического древнекитайского сочинения Хоу Ханьшу:「文帝寛恵温克、遭世康平」.

## События
- 1062 год (9-я луна 5-го года Кохэй) — подавление самурайского бунта в провинции Муцу, получившего название война Дзэнкунэн;

## Сравнительная таблица
Ниже представлена таблица соответствия японского традиционного и европейского летосчисления. В скобках к номеру года японской эры указано название соответствующего года из 60-летнего цикла китайской системы гань-чжи. Японские месяцы традиционно названы лунами.
| 1-й год Кохэй (Земляная Собака)     | 1-я луна        | 2-я луна*  | 3-я луна  | 4-я луна* | 5-я луна  | 6-я луна*              | 7-я луна   | 8-я луна    | 9-я луна*              | 10-я луна  | 11-я луна* | 12-я луна     | 12-я луна (високосная) * |
| ----------------------------------- | --------------- | ---------- | --------- | --------- | --------- | ---------------------- | ---------- | ----------- | ---------------------- | ---------- | ---------- | ------------- | ------------------------ |
| Юлианский календарь                 | 27 января 1058  | 26 февраля | 27 марта  | 26 апреля | 25 мая    | 24 июня                | 23 июля    | 22 августа  | 21 сентября            | 20 октября | 19 ноября  | 18 декабря    | 17 января 1059           |
| 2-й год Кохэй (Земляная Свинья)     | 1-я луна        | 2-я луна*  | 3-я луна  | 4-я луна* | 5-я луна  | 6-я луна*              | 7-я луна   | 8-я луна    | 9-я луна*              | 10-я луна  | 11-я луна* | 12-я луна     |                          |
| Юлианский календарь                 | 15 февраля 1059 | 17 марта   | 15 апреля | 15 мая    | 13 июня   | 13 июля                | 11 августа | 10 сентября | 10 октября             | 8 ноября   | 8 декабря  | 6 января 1060 |                          |
| 3-й год Кохэй (Металлическая Крыса) | 1-я луна*       | 2-я луна   | 3-я луна* | 4-я луна* | 5-я луна  | 6-я луна*              | 7-я луна   | 8-я луна    | 9-я луна*              | 10-я луна  | 11-я луна  | 12-я луна*    |                          |
| Юлианский календарь                 | 5 февраля 1060  | 5 марта    | 4 апреля  | 3 мая     | 1 июня    | 1 июля                 | 30 июля    | 29 августа  | 28 сентября            | 27 октября | 26 ноября  | 26 декабря    |                          |
| 4-й год Кохэй (Металлический Бык)   | 1-я луна        | 2-я луна*  | 3-я луна  | 4-я луна* | 5-я луна* | 6-я луна               | 7-я луна*  | 8-я луна    | 8-я луна* (високосная) | 9-я луна   | 10-я луна  | 11-я луна     | 12-я луна*               |
| Юлианский календарь                 | 24 января 1061  | 23 февраля | 24 марта  | 23 апреля | 22 мая    | 20 июня                | 20 июля    | 18 августа  | 17 сентября            | 16 октября | 15 ноября  | 15 декабря    | 14 января 1062           |
| 5-й год Кохэй (Водяной Тигр)        | 1-я луна        | 2-я луна*  | 3-я луна  | 4-я луна* | 5-я луна* | 6-я луна               | 7-я луна*  | 8-я луна    | 9-я луна*              | 10-я луна  | 11-я луна  | 12-я луна*    |                          |
| Юлианский календарь                 | 12 февраля 1062 | 14 марта   | 12 апреля | 12 мая    | 10 июня   | 9 июля                 | 8 августа  | 6 сентября  | 6 октября              | 4 ноября   | 4 декабря  | 3 января 1063 |                          |
| 6-й год Кохэй (Водяной Кролик)      | 1-я луна        | 2-я луна   | 3-я луна* | 4-я луна  | 5-я луна* | 6-я луна*              | 7-я луна   | 8-я луна*   | 9-я луна               | 10-я луна* | 11-я луна  | 12-я луна*    |                          |
| Юлианский календарь                 | 1 февраля 1063  | 3 марта    | 2 апреля  | 1 мая     | 31 мая    | 29 июня                | 28 июля    | 27 августа  | 25 сентября            | 25 октября | 23 ноября  | 23 декабря    |                          |
| 7-й год Кохэй (Деревянный Дракон)   | 1-я луна        | 2-я луна   | 3-я луна  | 4-я луна* | 5-я луна  | 5-я луна* (високосная) | 6-я луна*  | 7-я луна    | 8-я луна*              | 9-я луна*  | 10-я луна  | 11-я луна     | 12-я луна*               |
| Юлианский календарь                 | 21 января 1064  | 20 февраля | 21 марта  | 20 апреля | 19 мая    | 18 июня                | 17 июля    | 15 августа  | 14 сентября            | 13 октября | 11 ноября  | 11 декабря    | 10 января 1065           |
| 8-й год Кохэй (Деревянная Змея)     | 1-я луна        | 2-я луна   | 3-я луна* | 4-я луна  | 5-я луна* | 6-я луна               | 7-я луна*  | 8-я луна    | 9-я луна*              | 10-я луна  | 11-я луна* | 12-я луна     |                          |
| Юлианский календарь                 | 8 февраля 1065  | 10 марта   | 9 апреля  | 8 мая     | 7 июня    | 6 июля                 | 5 августа  | 3 сентября  | 3 октября              | 1 ноября   | 1 декабря  | 30 декабря    |                          |

* звёздочкой отмечены короткие месяцы (луны) продолжительностью 29 дней. Остальные месяцы длятся 30 дней.